# 拉沃奇金設計局
拉沃奇金设计局（俄文：НПО имени С. А. Лавочкина，简称Ла；中文简称拉），又稱拉沃奇金科研生产联合体（ФГУП «Научно-производственное объединение им. С. А. Лавочкина»），是苏联/俄罗斯的一间飞行器设计局。
设计局1937年建立时名为“301飞机设计局” (OKB-301)，总设计师是弗拉基米尔·戈尔布诺夫（Влaдимир П Гоpбyнов），副总设计师为米哈伊尔·古德科夫和谢明·拉沃奇金。1945年10月，拉沃奇金被任命为设计局总设计师。
设计局因为设计了在二战中服役的一系列活塞引擎战斗机而知名，随后转向导弹和喷气式战斗机的设计。1960年总设计师拉沃奇金去世，OKB-301 于 1962 年 12 月 18 日成为切洛梅设计局 (OKB-52) 的第三分部。1965年，设计局不再归属 OKB-52，更名为拉沃奇金科研生产联合体，并转向星际探测器设计，参与月球样品返回计划中的月面步行者项目、维加计划、火卫一探测计划等。
拉沃奇金设计局开发和制造的航天器包括联盟号火箭上面级、多个人造卫星和行星探测器。设计局也承接了多个军事项目，例如“眼”导弹防御预警系统、预报号卫星、阿拉克斯卫星，以及民用项目如Kupon全球通信卫星。 设计局还开发了新一代气象卫星 Elektro-L 系列，以及标准化卫星平台 Navigator，俄罗斯以该平台为基础开发了多枚卫星。
2012年1月，在俄罗斯火星探测任务火卫一 - 土壤中，因火星探测器所载计算机系统故障造成任务失败，拉沃奇金设计局相关官员因此受到行政处罚。

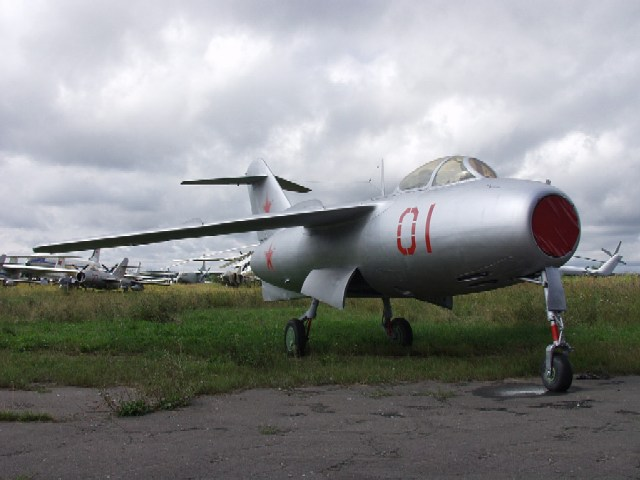
拉-15 戰鬥機

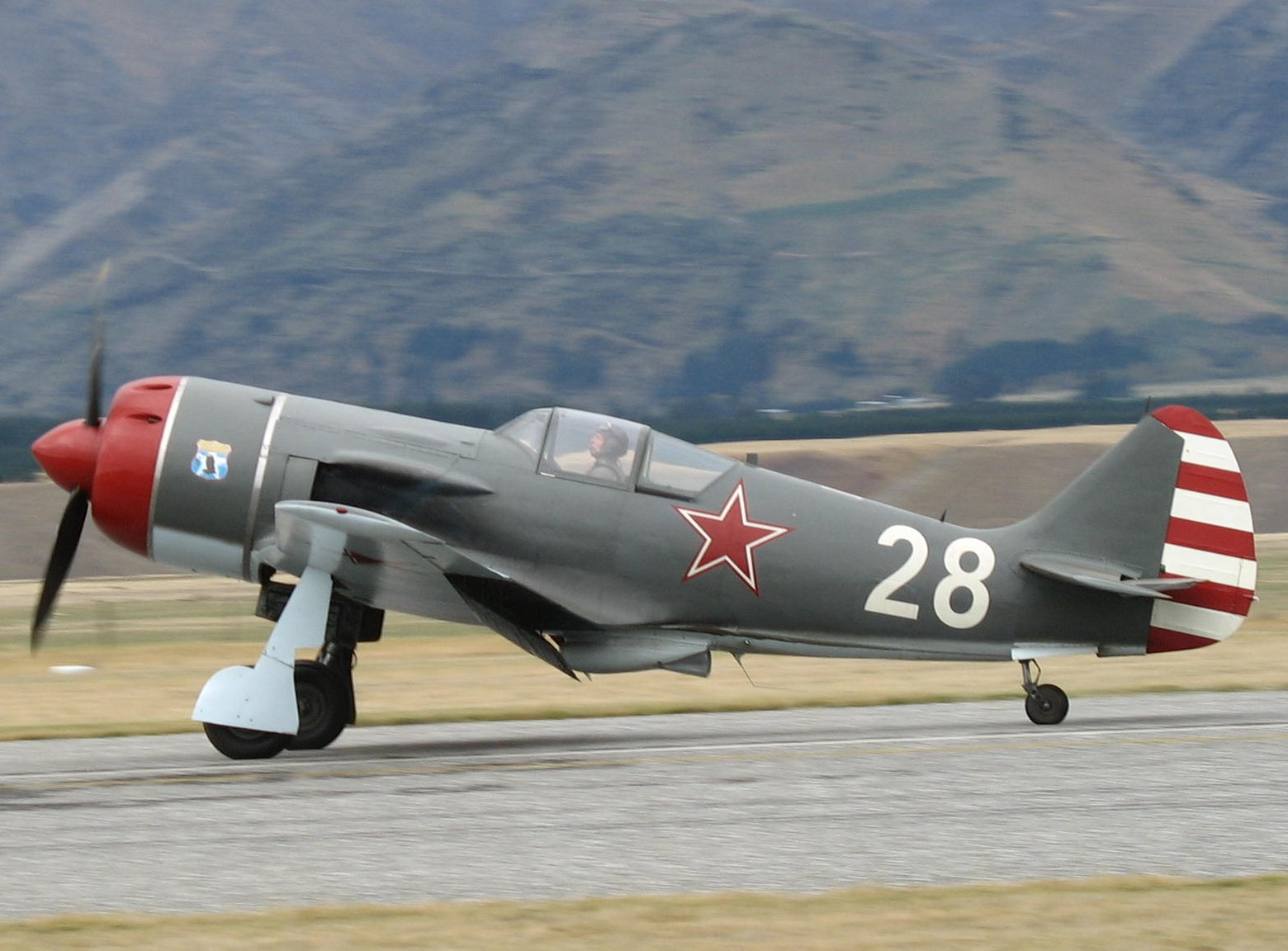
拉-9 戰鬥機

## 產品

### 飛機
- 拉格-1戰鬥機（LaGG-1）
- 拉格-3戰鬥機（LaGG-3）
- Goudkov Gu-82
- Goudkov K-37
- Goudkov Gu-1
- 拉-5戰鬥機（La-5）
- 拉-7戰鬥機（La-7）
- 拉-9戰鬥機（La-9）
- 拉-11戰鬥機（La-11）
- La-15 "Fantail"
- La-17
- La-120
- La-126
- La-130
- La-132
- La-134
- La-138
- La-140
- La-150
- La-152
- La-154
- La-156
- La-160
- La-168
- La-174
- La-176
- La-180
- La-190
- La-200
- La-250 Anakonda

### 火箭及導彈

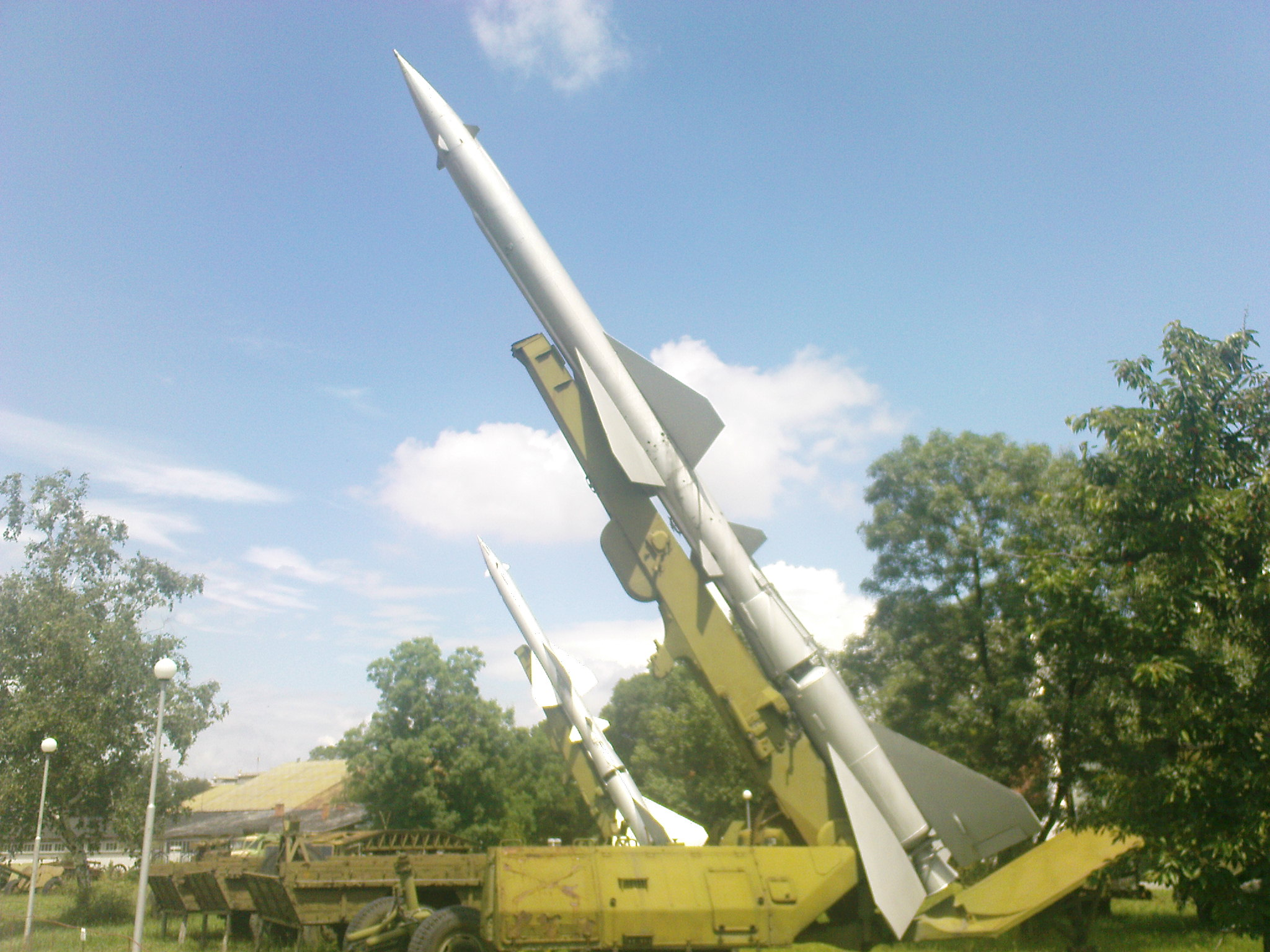
SA-2/S-75 地對空導彈

- SA-1/S-25 別爾庫特 地對空導彈
- SA-2/S-75 地對空導彈
- La-205 is V-300, a SAM for S-25 air defense system
- La-350 Burya - intercontinental cruise missile
- Fregat - upper stage

### 航天
- Astron
- Elektro-L - satellite
  - Elektro-L No.1
  - Elektro-L No.2
- 福布斯－土壤
- Granat - satellite
- Living Interplanetary Flight Experiment - space probe
- 「月球」計劃
  - 月球9號
  - 月球10號
  - 月球11號
  - 月球12號
  - 月球13號
  - 月球14號
  - 月球15號
  - 月球16號
  - 月球17號
  - 月球18號
  - 月球19號
  - 月球20號
  - 月球21號
  - 月球22號
  - 月球23號
  - 月球24號
  - 月球25號
  - 月球 E-8 No.201
  - 月球 E-8-5 No.402
  - 月球 E-8-5 No.405
  - 月球 E-8-5M No.412
- 「月球步行者」計劃
  - 月球車1號
  - 月球車2號
- 火星計劃
  - 火星 2M No.521 / 火星1969A號
  - 火星 2M No.522 / 火星1969B號
  - 火星4號
  - 火星5號
  - 火星5M號 / 火星79號
  - 火星6號
  - 火星7號
- 火星96
- Oko - 彈道導彈早期預警系統
- Spektr-R - 太空電波望遠鏡，運用特長基線干涉測量法
- US-K - Upravlyaemy Sputnik Kontinentalny，Oko彈道導彈早期預警系統的附屬衛星之一
- US-KMO - 彈道導彈早期預警系統的附屬衛星之一
- US-KS - Upravlyaemy Sputnik Kontinentalny Statsionarny，彈道導彈早期預警系統的附屬衛星之一
- 金星計劃
  - 金星3號
  - 金星4號
  - 金星5號
  - 金星7號
  - 金星8號
  - 金星9號
  - 金星5A號 / 宇宙167號
- 維加計劃
  - 維加1號
  - 維加2號

### 未來計劃
- ExoMars火星探測計畫
- Luna-Glob
- Mars-Grunt - space probe
- Spektr-RG - high-energy astrophysics observatory